# Frieder en Katherliesje
Frieder en Katherliesje of Frederik en Katerliesje is een sprookje, opgetekend door de gebroeders Grimm in hun Kinder- und Hausmärchen als KHM59.

## Het verhaal
Frederik wil dat zijn vrouw gebraden vlees en een pul bier klaar heeft als hij terugkomt van het werk op het land. Katerliesje haalt een worst uit de schoorsteen en doet boter bij de worst in een pan. Ze braadt de worst op het vuur en gaat met een kan naar de kelder om bier te pakken. Ze bedenkt dat de hond niet vast ligt en de worst kan pakken. Het keeshondje heeft de worst al en ze rent hem na over het veld. De hond ontkomt en Katerliesje ziet dat het bier is blijven stromen toen ze weg was, de hele kelder is volgelopen. Ze besluit tarwemeel in het bier te gooien en stoot per ongeluk de kan met bier om, zodat dit ook in de kelder stroomt. Frederik komt thuis en Katerliesje vertelt wat er is gebeurd en krijgt een standje, omdat ze zoveel heeft verspild.
Frederik ruilt zijn spaargeld om voor goud en stopt dit in een pot, deze begraaft hij onder de krib van de koe. Als de marskramer met potten en nappen komt, vertelt Katerliesje dat ze gele speelmuntjes heeft. De boeven graven het op en laten de potten en pannen achter. Katerliesje slaat de bodems er uit, omdat ze al genoeg heeft, en gebruikt ze als versiering op de palen van het hek. Frederik hoort wat er is gebeurd en hij beseft dat zijn goud is verdwenen. Hij zegt Katerliesje dat ze dit niet had mogen doen en ze zegt dat hij dit dan had moeten vertellen.
Frederik laat Katerliesje boter en kaas halen, ze gaan de dieven achterna. Ze komen bij een berg met karrensporen en Katerliesje bestrijkt vol medelijden de beschadigde bodem. Er valt een kaasje uit haar zak en deze rolt naar beneden, ze laat hem liggen en wil dat een ander hem gaat halen. Ze laat zes kazen rollen, maar ze komen niet terug. Ze gaat naar Frederik en ze heeft alleen nog droog brood. Frederik vertelt dat ze dit niet had mogen doen en vraagt of ze de deur van het huis wel op slot heeft gedaan.
Frederik stuurt haar terug en ze neemt de deur mee, omdat ze denkt dat het huis dan het veiligst zal zijn. Frederik laat zijn vrouw de deur nu ook dragen en ze gaan naar een bos en overnachten in een boom. Ze zien de dieven en Frederik gooit stenen, maar raakt geen boef. Katerliesje gooit de meegenomen vruchten naar beneden en giet de azijn uit, de boeven denken dat de vogels poepen en dauw van de bomen druppelt. Dan gooit Katerliesje de deur naar beneden en de kerels denken dat het de duivel is. Ze vluchten en Frederik en Katerliesje vinden al het goud van de dieven en gaan naar huis.
Katerliesje gaat koren maaien, maar eet eerst iets en valt in slaap. Ze snijdt met de sikkel haar kleren kapot en halfnaakt loopt ze in het donker naar huis. Ze vraagt zich af: "Ben ik het of ben ik het niet?". Ze klopt aan bij haar eigen huis en vraagt of Katerliesje thuis is, Frederik antwoordt dat ze waarschijnlijk al ligt te slapen. Katerliesje loopt weg omdat ze al thuis is en ziet de boeven en gaat met hen mee, de mannen laten haar de bieten van de pastoor rooien. Er komt een man voorbij en hij denkt de duivel te zien en snel waarschuwt hij de pastoor in het dorp. Hij draagt de kreupele pastoor naar zijn veld en als ze van Katerliesje schrikken, rent de pastoor nog harder op zijn kreupele voet dan de man met zijn gezonde benen.

## Achtergronden bij het sprookje
- Het sprookje komt uit Hessen.
- Verhalen van domme streken van vrouwen kwamen in heel Europa voor. Ook in Nederland, zoals het Groningse volksverhaal Van Jan en Grait en in de zeventiende-eeuwse klucht Trijntje Cornelis van Constantijn Huygens.
- In dit sprookje wordt domheid besproken, zie ook Knappe Elsje (KHM34), De verstandige lieden (KHM104), Op reis gaan (KHM143) en De schrandere knecht (KHM162).
- In veel sprookjes trekt de domoor juist aan het langste eind omdat hij andere kwaliteiten heeft, zie Sprookje van iemand die erop uittrok om te leren griezelen (KHM4), Het zingende botje (KHM28), De drie talen (KHM33), De bijenkoningin (KHM62), De drie veren (KHM63), Gelukkige Hans (KHM83), Het aardmanneke (KHM91), De arme molenaarsknecht en het katje (KHM106) en Vogel Grijp (KHM165).